# Zoë von Attalia
Zoë von Attalia († 127 oder 137 in Attalia) war eine frühchristliche Märtyrerin und Heilige. Sie erlitt das Martyrium gemeinsam mit ihrem Mann Hesperos und ihren Söhnen Kyriakos und Theodoulos. Ihr Gedenktag ist sowohl in der katholischen als auch in der orthodoxen Kirche der 2. Mai, in Griechenland auch der erste Freitag nach Ostersonntag. Die armenische Kirche datiert das Martyrium der Familie ebenfalls auf die Zeit Kaiser Hadrians (reg. 117–138), lokalisiert es aber in Byzanz, dem heutigen Istanbul.

## Vita
Zoë und Hesperos, Sklave eines heidnischen Herren, stammten der entsprechenden Passio zufolge aus Phrygien. Ihr christliches Bekenntnis sei durch Übereifer der beiden Söhne ihrem Besitzer Caralus zu Ohren gekommen, der die Familie habe foltern lassen, da sie den Genuss des den römischen Göttern geopferten Weines und Fleisches verweigerten. Er habe die vier schließlich lebendig verbrennen lassen, wobei sie friedlich entschlafen seien, ohne dass das Feuer ihren Leibern etwas anhaben konnte. Als Jahr des Martyriums unter der Herrschaft des Kaisers Hadrian wird entweder 127 oder 137 angenommen.

## Verehrung
Kaiser Justinian I. ließ in Konstantinopel eine Kirche nach Zoë benennen.

## Darstellung
Spätantike, mittelalterliche und neuzeitliche Darstellungen der Heiligen sind nicht bekannt.